# Ernst Hasselbach
Ernst Georg von Hasselbach (* 26. November 1905 in Straßburg; † nach 1959) war ein deutscher Schauspieler, Drehbuchautor und Filmproduzent.

## Leben
Hasselbach arbeitete ab 1933 als Schauspieler und Regisseur beim Theater, ehe er als Drehbuchautor und Chefdramaturg zur Bavaria Film in München wechselte. 1941 übernahm er die gleiche Funktion bei der Terra-Filmkunst in Berlin. Nach dem Zweiten Weltkrieg wurde Hasselbach zunächst Lizenzträger der Studio 45 Film-GmbH, später der Cordial-Film GmbH.
Als Drehbuchautor schrieb er die Vorlagen zu Filmen wie Arthur Maria Rabenalts Nächte am Nil mit Sonja Ziemann in der Hauptrolle, die Lessing-Verfilmung Das Fräulein von Barnhelm mit Käthe Gold in der Titelrolle sowie dem Kriminalfilm Unser Wunderland bei Nacht. Hasselbach arbeitete auch mehrfach unter dem Pseudonym E.G. von Rhodde. Für das Drama Hab’ Sonne im Herzen zeichnete er 1953 auch als Produzent verantwortlich.

## Filmografie (Auswahl)
- 1934: Eine Frau, die weiß, was sie will
- 1935: Mein Leben für Maria Isabell
- 1935: Lärm um Weidemann
- 1935: Der Ammenkönig
- 1936: Familienparade
- 1936: Dahinten in der Heide
- 1937: Autobus S
- 1938: Das Geheimnis um Betty Bonn
- 1938: Das Mädchen mit dem guten Ruf (mit Axel Eggebrecht)
- 1938: Schatten über St. Pauli
- 1939: Gold in New Frisco (mit Axel Eggebrecht)
- 1940: Das Fräulein von Barnhelm
- 1944: Melusine
- 1945: Der Fall Molander
- 1947: Und finden dereinst wir uns wieder…
- 1949: Anonyme Briefe
- 1949: Nächte am Nil
- 1959: Unser Wunderland bei Nacht